# Dům čp. 116 (Štramberk)
Dům čp. 116 stojí na ulici Záuličí ve Štramberku v okrese Nový Jičín. Roubený dům byl postaven na konci 18. století. Byl zapsán do Ústředního seznamu kulturních památek ČR před rokem 1988 a je součástí městské památkové rezervace.

## Historie
Podle urbáře z roku 1558 na náměstí bylo postaveno původně 22 domů s dřevěným podloubím, kterým bylo přiznáno šenkovní právo a sedm usedlých na předměstí. Uprostřed náměstí stál pivovar. V roce 1614 je uváděno 28 hospodářů, fara, kostel, škola a za hradbami 19 domů. Za panování jezuitů bylo v roce 1656 uváděno 53 domů. První zděný dům čp. 10 byl postaven na náměstí v roce 1799. V roce 1855 postihl Štramberk požár, při něm shořelo na 40 domů a dvě stodoly. V třicátých letech 19. století stálo nedaleko náměstí ještě dvanáct dřevěných domů. Roubený dům čp. 116 byl postaven na konci 18. století. V roce 1996 byl rekonstruován.

## Stavební podoba
Dům je přízemní poloroubená stavba obdélníkového půdorysu orientována podél prudkého svahu. Dům je postaven na vysoké kamenné podezdívce, která vyrovnává svahovou nerovnost. V podezdívce jsou zaklenuté sklepní prostory přístupné ze dvorku. Jižní část stavby je roubená v uličním průčelí čtyřosá s otevřenou pavlačí se zábradlím. Druhá zadní část je zděná. Dům má polovalbovou střechu krytou štípaným šindelem.